# Auto Union D
Auto Union D – samochód Grand Prix (rywalizujący także w Mistrzostwach Europy), zaprojektowany przez Oskara Sieblera, Roberta Eberana von Eberhorsta i Wernera Strobela. Rywalizował w sezonach 1938–1939.

## Historia
Do końca 1937 roku Auto Union wygrał 32 z 54 wyścigów, w których brał udział. Po 1937 roku Ferdinand Porsche odszedł z firmy do Mercedesa, ponadto na początku roku 1938 zginął kierowca Auto Uniona, Bernd Rosemeyer. W roku 1938 wchodziły w życie nowe przepisy, według których minimalna masa samochodu musiała wynosić 850 kg, a pojemność doładowanych silników została ograniczona do trzech litrów.
Auto Union, podobnie jak Mercedes, zdecydował się na zastosowanie silnika w konfiguracji V12. Początkowo dysponował jedną sprężarką Roots, a w 1939 roku – dwiema. Mimo mniejszej pojemności, silnik modelu D zachował moc silnika typu C. Ponadto dzięki mniejszemu silnikowi pozycja kierowcy była cofnięta. Teoretycznie prędkość obrotowa jednostki wynosiła 10 000 rpm, ale podczas wyścigów nie przekraczała 7 000 rpm. Główną zmianą w tylnym zawieszeniu było zastąpienie osi wahliwej osią De Dion. Prowadzenie samochodu znacznie się poprawiło, ale Auto Union nie stosował z tyłu, w przeciwieństwie do Mercedesa, amortyzatorów hydraulicznych. Karoseria była rozwinięciem modelu D. Samochód ważył dokładnie 850 kg, natomiast przygotowany do wyścigu wraz z kierowcą – 1220 kg. 

## Wyniki w Mistrzostwach Europy
| Punktacja mistrzostw Europy AIACR | Punktacja mistrzostw Europy AIACR    | Punktacja mistrzostw Europy AIACR |
| Kolor                             | Rezultat                             | Punkty                            |
| --------------------------------- | ------------------------------------ | --------------------------------- |
| Złoty                             | Zwycięzca                            | 1                                 |
| Srebrny                           | 2 miejsce                            | 2                                 |
| Brązowy                           | 3 miejsce                            | 3                                 |
| Zielony                           | Przynajmniej 75% rezultatu zwycięzcy | 4                                 |
| Niebieski                         | 50%-75% rezultatu zwycięzcy          | 5                                 |
| Fioletowy                         | 25%-50% rezultatu zwycięzcy          | 6                                 |
| Czerwony                          | Poniżej 25% rezultatu zwycięzcy      | 7                                 |
| Czarny                            | Zdyskwalifikowany                    | 8                                 |
| Biały                             | Nie brał udziału                     | 8                                 |

| Sezon | Zespół        | Kierowcy            | Wyniki w poszczególnych eliminacjach | Wyniki w poszczególnych eliminacjach | Wyniki w poszczególnych eliminacjach | Wyniki w poszczególnych eliminacjach | Wyniki kierowców | Wyniki kierowców |
| 1938  |               |                     | Francja                              | III Rzesza                           | Szwajcaria                           |                                      | Pkt.             | Msc.             |
| ----- | ------------- | ------------------- | ------------------------------------ | ------------------------------------ | ------------------------------------ | ------------------------------------ | ---------------- | ---------------- |
| 1938  | Auto Union AG | Christian Kautz     | NU                                   | -                                    | NU                                   | NU                                   | 28               | 14               |
| 1938  | Auto Union AG | Rudolf Hasse        | NU                                   | NU                                   | -                                    | -                                    | 28               | 14               |
| 1938  | Auto Union AG | Tazio Nuvolari      | -                                    | NU                                   | 9                                    | 1                                    | 20               | 5                |
| 1938  | Auto Union AG | Hans Stuck          | -                                    | 3                                    | 4                                    | NU                                   | 20               | 5                |
| 1938  | Auto Union AG | Hermann Paul Müller | -                                    | 4                                    | NU                                   | NU                                   | 20               | 5                |
| 1939  |               |                     | Belgia                               | Francja                              | III Rzesza                           | Szwajcaria                           | Pkt.             | Msc.             |
| 1939  | Auto Union AG | Tazio Nuvolari      | NU                                   | NU                                   | NU                                   | 5                                    | –                | –                |
| 1939  | Auto Union AG | Rudolf Hasse        | 2                                    | -                                    | NU                                   | NU                                   | –                | –                |
| 1939  | Auto Union AG | Hermann Paul Müller | NU                                   | 1                                    | 2                                    | 4                                    | –                | –                |
| 1939  | Auto Union AG | Georg Meier         | NU                                   | 2                                    | NU                                   | -                                    | –                | –                |
| 1939  | Auto Union AG | Hans Stuck          | -                                    | 6                                    | NU                                   | 10                                   | –                | –                |